# إلبرفيلد
بالنسبة للمدينة في إنديانا، الولايات المتحدة، انظر إلبرفيلد، إنديانا. بالنسبة إلى لاعب البيسبول الذي يحمل هذا الاسم، انظر Kid Elberfeld .

شعار النبالة

إلبرفيلد هي منطقة تابعة لبلدية فوبرتال الألمانية. كانت مدينة مستقلة حتى عام 1929.

## سكان بارزون
- غريتا بوسيل (1908-1947) ، حارس معسكر الاعتقال أُعدم بسبب جرائم حرب
- أرنو بريكر، النحات
- فيرنر إيجراث ، سياسي ألماني شرقي
- كارل جيرمر، الرئيس الخارجي لأوردو تمبل أورينتيس (1947-1962)
- ويل Glahé ، الأكورديون والملحن والزعيم
- كارل جروسبرج، فنان
- August von der Heydt (1801-1874) ، خبير اقتصادي
- إدوارد فون دير هايدت (1882-1964) ، مصرفي
- والتر كوفمان (فيزيائي) ، فيزيائي
- هانز Knappertsbusch ، موصل
- إريك كوخ ، NSDAP Gauleiter من بروسيا الشرقية، Reichskommissar في أوكرانيا
- هيرمان فريدريش كولبروج، وزير
- فريدريك فيلهلم كروماخر، وزير
- يوهان بيتر لانج ، عالم لاهوت بروتستانتي
- Else Lasker-Schüler (1869-1945) ، شاعر
- فيلهلم نيومان-توربورغ، نحات [2]
- فريدريش فيليبي، مؤرخ
- يوليوس بلويكر ، عالم الرياضيات والفيزياء
- سيجورد راشير، عازف الساكسفون
- فريتز روبر (1851-1924) ، رسام
- السير هانز فولفغانغ سينغر ، خبير اقتصادي
- يوهانس ستيل (1908-1988) ، صحفي
- هورست شتاين (1901-1989) ، موصل
- هورست تابيرت (1923-2008) ، ممثل
- غونتر واند (1912-2002) ، موصل
- كارل ويرث (1897-1955) ، سياسي
- سولاميث ولفينغ، فنان